# Nemesiidae
Nemesiidae Simon, 1889 è una famiglia di ragni appartenente all'infraordine Mygalomorphae. Fino al 1987 era parte della famiglia Dipluridae.

## Caratteristiche
Sono ragni di dimensioni piuttosto cospicue, le femmine del genere Atmetochilus hanno il legspan (lunghezza del corpo incluse le zampe) di dimensioni anche maggiori di 4 centimetri. Sono di colore marrone e hanno zampe abbastanza robuste.

## Comportamento
Costruiscono cunicoli nel terreno o nel fogliame che richiudono accuratamente con una porta-trappola per non farli individuare dalle prede. Appena un incauto insetto passa nelle vicinanze, aprono la porta-trappola e lo tirano giù nel cunicolo per cibarsene. Alcune specie scavano anche un cunicolo laterale, per deposito cibo. Solo del genere Sinopesa non si hanno prove che costruisca cunicoli.

## Distribuzione

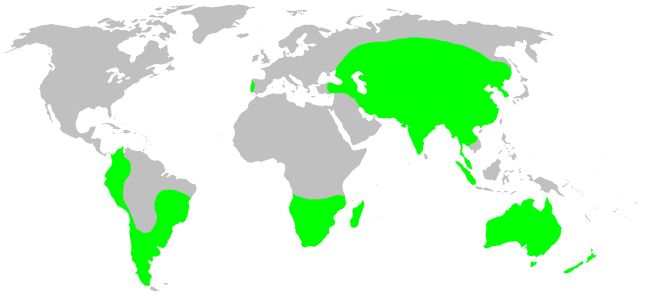
Nemesiidae, distribuzione

Sono diffusi nell'America meridionale e nell'Africa meridionale; in gran parte dell'Asia centrale, Indonesia e Australia. I generi Brachythele, Iberesia e Nemesia sono presenti anche nella Penisola iberica, Italia, Malta, Grecia e Africa settentrionale.

## Tassonomia
Questa famiglia ha subito profondi cambiamenti a seguito di uno studio dell'aracnologa Opatova et al., del 2020: le sottofamiglie Anaminae e Bemmerinae sono state elevate al rango di famiglia col nome di Anamidae e Bemmeridae; la sottofamiglia Pycnothelinae è stata ricondotta al rango originario di famiglia col nome di Pycnothelidae; e con altri tre generi è stata costituita la nuova famiglia Entypesidae.
Attualmente, a novembre 2020, si compone di 22 generi di complessive 184 specie; la suddivisione in sottofamiglie segue quella dell'entomologo Joel Hallan:
- Diplothelopsinae Schiapelli & Gerschman, 1967
  - Diplothelopsis Tullgren, 1905 — Argentina
  - Lycinus Thorell, 1894 — Cile, Argentina
- Nemesiinae Simon, 1892
  - Amblyocarenum Decae, Colombo & Manunza, 2014[4] — Sudafrica
  - Brachythele Ausserer, 1871 — USA, Europa
  - Calisoga Chamberlin, 1937 — USA
  - Damarchilus Siliwal, Molur & Raven, 2015 — India
  - Gravelyia Mirza & Mondal, 2018 — India
  - Iberesia Decae & Cardoso, 2006 — Isola di Majorca, Spagna, Portogallo
  - Mexentypesa Raven, 1987 — Messico
  - Nemesia Audouin, 1826 — Europa, Africa, Cuba, Cina
- Pycnothelinae Chamberlin, 1917
  - Chaco Tullgren, 1905 — America meridionale
  - Hermachura Mello-Leitão, 1923 — Brasile
  - Neostothis Vellard, 1925 — Brasile
  - Prorachias Mello-Leitão, 1924 — Brasile
  - Psalistopoides Mello-Leitão, 1934 — Brasile
  - Pselligmus Simon, 1892 — Brasile
  - Rachias Simon, 1892 — Brasile, Argentina
  - Raveniola Zonstein, 1987 — dalla Turchia alla Cina, Russia
- incertae sedis
  - Chilelopsis Goloboff, 1995 — Cile
  - Flamencopsis Goloboff, 1995 — America meridionale, Africa meridionale
  - Longistylus Indicatti & Lucas, 2005 — Brasile
  - Sinopesa Raven & Schwendinger, 1995 — Cina, Isole Ryukyu

## Generi trasferiti
- Acanthogonatus Karsch, 1880[5] — America meridionale
- Aname L.Koch, 1873[6] — Australia
- Atmetochilus Simon, 1887[7] — Myanmar
- Bayana Pérez-Miles, Costa & Montes de Oca, 2014[5] — Brasile, Uruguay
- Chenistonia Hogg, 1901[6] — Australia
- Damarchus Thorell, 1891[7] — India, Asia sudorientale
- Entypesa Simon, 1902[8] — Madagascar, Africa meridionale
- Hermacha Simon, 1889[8] — Brasile
- Ixamatus Simon, 1887[9] — Australia
- Kiama Main & Mascord, 1969[9] — Nuovo Galles del Sud
- Kwonkan Main, 1983[6] — Australia
- Lepthercus Purcell, 1902[8] — Africa meridionale
- Merredinia Main, 1983[10][6] — Australia
- Namea Raven, 1984[6] — Australia
- Pionothele Purcell, 1902[5] — Africa meridionale
- Pseudoteyl Main, 1985[10][6] — Australia
- Pycnothele Chamberlin, 1917[5] — America meridionale
- Spiroctenus Simon, 1889[7] — Africa meridionale
- Stanwellia Rainbow & Pulleine, 1918[5] — Nuova Zelanda, Australia
- Stenoterommata Holmberg, 1881[5] — America meridionale
- Swolnpes Main & Framenau, 2009[6] — Australia occidentale
- Teyl Main, 1975[6] — Australia
- Teyloides Main, 1985[6] — Australia
- Xamiatus Raven, 1981[9] — Australia
- Yilgarnia Main, 1986[11][6] — Australia